# Giancristiano Desiderio
Giancristiano Desiderio (Pompei, 5 giugno 1968) è un giornalista, scrittore e insegnante italiano, studioso del pensiero e della vita morale di Benedetto Croce.

## Biografia
Laureato in Filosofia nel 1991 all'Università Federico II di Napoli, inizia il suo lavoro giornalistico come collaboratore del Secolo d'Italia.
Nel 1996 entra a far parte della redazione del quotidiano beneventano Il Sannio e nel 1999 ne assume la direzione.
Nel 1999 inizia a collaborare con il Corriere del Mezzogiorno e con Sette del Corriere della Sera.
Nel 2000 Vittorio Feltri lo assume come redattore politico di Libero e svolge il lavoro di cronista parlamentare.
Nel 2004 passa a L'Indipendente diretto da Giordano Bruno Guerri e nel 2005, con la direzione di Gennaro Malgieri, ne diventa vicedirettore.
Nel 2005-2006 conduce il programma televisivo Walk Show su Rai Futura, canale Rai diretto all'epoca da Franco Matteucci.
Nel 2005 ha fondato la Biblioteca Michele Melenzio di Sant'Agata de' Goti e ne è direttore
Dal 2008 al 2013 è editorialista del quotidiano Liberal fondato da Ferdinando Adornato e diretto da Renzo Foa.
Ha scritto per Lo Stato, il Giornale, Il Foglio, Il Riformista, Percorsi. Ha insegnato filosofia e storia al Liceo Manzoni di Caserta, mentre ora è nella sua Sant'Agata dei Goti dove continua ad insegnare al Liceo e lavora nella sua casa-studio. Scrive per il Giornale , il Corriere della Sera e La Ragione, ha diretto Sanniopress.it

## Pensiero
I suoi interessi prevalenti sono il rapporto tra verità e libertà e la distinzione, insita nella condizione umana, tra pensiero e azione. Il suo lavoro saggistico è un'innovazione dello storicismo crociano. La tesi di laurea del 1991 riguardante il tema L'essere e il non-essere nella Logica di Benedetto Croce è un lavoro giovanile nel quale tuttavia è già presente in nuce lo sviluppo del suo pensiero e il problema della ridefinizione del liberalismo come messa in scacco o in fuorigioco della minaccia totalitaria. Nel 1995 ha fondato a Napoli con Corrado Ocone il trimestrale CroceVia edito dalla ESI.
Con l'intensa attività giornalistica e culturale avvia una collaborazione con la Liberilibri di Aldo Canovari e nel 2003 pubblica Le uova e la frittata. Filosofia e libertà in Benedetto Croce, Hannah Arendt, Isaiah Berlin con cui inizia a dar forma agli studi su Croce e al suo liberalismo in rapporto all'attualità. Vanno visti in quest'ottica i testi successivi Il Bugiardo Metafisico e Lo spirito liberale. Del 2014 è la biografia Vita intellettuale e affettiva di Benedetto Croce.
Il rapporto tra verità e libertà ha in sé l'esigenza di pensare un nuovo concetto di essere. Un lavoro che è stato portato a sistema con La verità, forse. Una “piccola enciclopedia del sapere filosofico dai Greci allo storicismo” in cui si mostra che in filosofia - per non sacrificare la verità sull'altare della libertà e la libertà sull'altare della verità - è necessario il passaggio dal modello della condizione umana come “sistema di sicurezza” al modello del “controllo e abbandono”: un nuovo modo di interpretare il pensiero come sapere storico e libero valore civile. Un passaggio che trae ispirazione anche dal lavoro svolto sul calcio e sul concetto di gioco con tre testi come Platone e il calcio, Socrate in campo e Aristotele spiegato con Totti che sono stati poi ripresi e ripubblicati con Vallecchi nel 2010 con il libro Il divino pallone. Nel 2015 ha scritto e pubblicato tre "voci" per il Lessico crociano edito da La scuola di Pitagora in ebook: Borghesia, Vitalità, Opera.
Ha dedicato attenzione al problema della scuola con due testi e centinaia di articoli: La scuola è finita e La libertà della scuola con cui ha raccolto e illustrato alcuni scritti di Luigi Einaudi e Salvatore Valitutti sulla necessità di abolire il valore legale dei titoli di studio e approdare finalmente a un sistema scolastico e accademico fondato sulla libertà.

## Opere
- Da Mastella a Mastellotti. Le metamorfosi di un democristiano irriducibile, Benevento, La Scarana, 1998
- Il carattere civile della filosofia di Croce, Benevento, La Scarana, 1999
- L'Italia che verrà. Lettere (con disincanto) a Silvio Berlusconi, Benevento, eDimedia, 2001. ISBN 88-87412-03-0
- Cristo e Anticristo. Tre prediche laiche, Benevento, 2002, edizione fuori commercio
- Morte (senza nostalgia) dell'Intellettuale. Con due dialoghi con Vittorio Foa, Roma, Pantheon, 2003. ISBN 88-7434-038-9
- Le uova e la frittata. Filosofia e libertà in Benedetto Croce, Hannah Arendt, Isaiah Berlin, Macerata, Liberilibri, 2003. ISBN 88-85140-55-6
- Il Bugiardo Metafisico. Discorso su libertà, verità, violenza, Macerata, Liberilibri, 2005. ISBN 88-85140-74-2
- Platone e il calcio. Saggio sul pallone e la condizione umana, Arezzo, Limina, 2005. ISBN 88-88551-71-9
- Socrate in campo. Saggio sul gioco della vita, Arezzo, Limina, 2005. ISBN 88-88551-83-2
- Hegel in redazione. Istruzione per l'uso (e l'abuso) della filosofia, Soveria Mannelli, Rubbettino, 2006. ISBN 88-498-1461-5
- Della barzelletta e altri problemi filosofici, Soveria Mannelli, Rubbettino, 2007. ISBN 978-88-498-1742-3
- Aristotele spiegato con Totti. Saggio sulla metafisica del gioco e della vita, Benevento, Il Chiostro, 2008. ISBN 88-89457-29-5
- L'autoinganno. La Campania al tempo di Bassolino, Benevento, Il Chiostro, 2008. ISBN 88-89457-21-X
- Lo spirito liberale. A cosa serve la filosofia, Macerata, Liberilibri, 2008, anche in eBook. ISBN 978-88-95481-16-6
- La scuola è finita. Alcune idee per farla rinascere, Roma, Liberal edizioni, 2008. ISBN 978-88-88835-40-2
- (a cura di) La libertà della scuola, Macerata, Liberilibri, 2009. ISBN 978-88-95481-45-6
- Il Paese Semiserio. Sulla commedia che siamo. Facezie e aforismi, Benevento, Il Chiostro, 2009. ISBN 88-89457-34-1
- Il divino pallone. Filosofia dei piedi da Platone a Totti, Firenze, Vallecchi, 2010. ISBN 978-88-8427-155-6
- Croce abruzzese. Le radici esistenziali dello storicismo assoluto, Firenze, Le Lettere, 2011. ISBN 978-88-6087-409-2
- Storia di Sant'Agata dei Goti nell'età liberale. Uomini battaglie idee opere fotografie, Benevento, Il Chiostro, 2012. ISBN 88-89457-30-9
- Il passo sbagliato. Scritti giornalistici su Benevento e il Sannio, Benevento, ILibridiSanniopress, 2012. ISBN 978-88-905734-2-2
- Croce sannita. Maestri, amici e allievi di una filosofia civile, Benevento, ILibridiSanniopress, 2013. ISBN 978-88-905734-3-9
- La fine del Bar Sport e di altre estinzioni (con qualche resurrezione), Benevento, ILibridiSanniopress, 2013. ISBN 978-88-905734-4-6
- La metà di sempre. Articoli di varia filosofia e altri scritti sparsi, Benevento, ILibridiSanniopress, 2014. ISBN 978-88-905734-8-4
- Vita intellettuale e affettiva di Benedetto Croce, Macerata, Liberilibri, 2014. ISBN 978-88-98094-11-0
- (con altri autori, a cura di Corrado Ocone) Il liberale che non c'è. Manifesto per l'Italia che vorremmo, Roma, Castelvecchi, 2015. ISBN 978-88-6944-040-3
- Storia di Sant'Agata dei Goti nel ventennio fascista. Con lettere inedite di Oscar Renato De Lucia e la figura ritrovata di Francesco De Prisco, Benevento, Il Chiostro, 2015. ISBN 88-945763-4-5
- La verità, forse. Piccola enciclopedia del sapere filosofico dai Greci allo storicismo, Macerata, Liberilibri, 2015. ISBN 978-88-98094-26-4
- (con altri autori, a cura di Rosalia Peluso) tre voci del Lessico crociano, Borghesia, Vitalità, Opera eBook, Napoli, La scuola di Pitagora, 2015
- (con altri autori, a cura di Serena Sileoni) Il carattere della libertà. Saggi in onore di Aldo Canovari, Torino, IBL Libri, 2016. ISBN 978-88-6440-254-3
- Lo scandalo Croce, Macerata, Liberilibri, 2016. ISBN 978-88-98094-35-6
- Scritti selvaggi, Soveria Mannelli, Rubbettino, 2017. ISBN 978-88-498-5036-9
- L'individualismo statalista. La vera religione degli Italiani, Macerata, Liberilibri, 2017. ISBN 978-88-98094-42-4
- La Selva. Un tentativo di serenità nel mezzo della tempesta. Soveria Mannelli, Rubbettino, 2018. ISBN 978-88-498-5340-7
- Essere e Gioco da Platone a Pelé. Il senso del calcio e della condizione umana, Roma, Ultra, 2018. ISBN 978-88-6776-730-4
- L'individualismo statalista. La vera religione degli Italiani, edizione speciale Il Foglio, 2018. ISBN 978-88-98094-42-4
- Pontelandolfo 1861. Tutta un'altra storia. Soveria Mannelli, Rubbettino, 2019. ISBN 978-88-498-5692-7
- Croce ed Einaudi. Teoria e Pratica del liberalismo. Soveria Mannelli, Rubbettino. 2020. ISBN 978-88-498-6095-5
- Vita intellettuale e affettiva di Benedetto Croce - II Parerga e Paralipomena. Fano, Aras edizioni. 2020. ISBN 978-8899-913908
- football. Trattato sulla libertà del calcio, Macerata, Liberilibri, 2020.ISBN 978 88 98094 75 2
- La Post-scuola. Costruzione, distruzione e dissolvimento dell'istruzione italiana, 2020 Società Europea di Edizioni SpA - il Giornale. ISBSN 977-811313545-2
- Teoria generale delle stronzate. Come si distrugge una nazione, Roma, Castelvecchi, 2021. ISBN 9788832903997
- Vita fede e libertà di Giuseppe Desiderio, Benevento, I libri del Drago - Edizioni Iuorio, 2021. ISBN 9788890999178
- Vita intellettuale e affettiva di Benedetto Croce - III Sull'Estetica e la critica letteraria. Fano. Aras edizioni 2022 ISBN 979-12-80074-42-3
- (a cura di) La scuola della libertà e del merito, Soveria Mannelli, Rubbettino, 2022. ISBN 9788849871647
- Machiavelli e il liberalismo, Soveria Mannelli, Rubbettino, 2022. ISBN 9788849873290
- (a cura di) Giuseppe Desiderio, Memorie di San Menna e della storia di Sant'Agata dei Goti, fioridizucca edizioni, 2023, ISBN 9788894695069
- L’Anti-Marx. Anatomia di un fallimento annunciato, Soveria Mannelli, Rubbettino, 2023. ISBN 978-88-498-7750-2
- La filosofia civile di Stefano Cusani. Tra Hegel e il Risorgimento, Edizioni Libreria del Castello, 2024, ISBN 978-88-947633-3-1
- Vita intellettuale e affettiva di Benedetto Croce I - II III - cofanetto - Fano. Aras edizioni 2024 ISBN 979-12-80074-97-3
- con Sossio Giametta Così parlò Sossio. Solo la filosofia ci può salvare, Napoli, Bibliopolis, 2025 ISBN 978-88-7088-732-7

## Riconoscimenti
Dal 2015 è socio d'onore della Rubiconia Accademia dei Filopatridi di Savignano sul Rubicone. 
È socio della Società napoletana di Storia Patria. 
Con Vita intellettuale e affettiva di Benedetto Croce ha vinto il Premio Acqui Storia 2014 e il Premio Sele d'Oro per il Mezzogiorno 2015.